# Carina Håkansson
Carina Helena Håkansson, senare Jerlov, född 15 september 1969, är en svensk före detta fotbollsspelare (mittfältare).
Håkansson representerade på klubbnivå Gais, Jitex BK/JG 93 och Landvetter IF. Hon spelade 6 A-landskamper (0 mål) för Sverige, och var med i Sveriges trupp i EM 1997. Hon avslutade fotbollskarriären efter säsongen 1997.